# Objaw Lusta
Objaw Lusta polega na skurczu mięśni strzałkowych i odwiedzeniu stopy w odpowiedzi na uderzenie młotkiem neurologicznym w nerw strzałkowy wspólny (poniżej głowy kości strzałkowej). Świadczy o nadmiernej pobudliwości nerwowo-mięśniowej i należy do objawów charakterystycznych dla tężyczki, tak jak objaw Chvostka i objaw Trousseau.